# Sharp Actius RD3D Notebook
Sharp Actius RD3D Notebook – laptop 3D wyprodukowany przez Sharp Corporation w 2004 roku. Firma reklamowała go jako pierwszy w historii „autostereo” PC, który oferował obraz 3D bez konieczności zakładania specjalnych okularów.

## Charakterystyka
Urządzenie posiadało wbudowany przycisk grafiki 3D, który potrafił stworzyć trójwymiarowy obraz używając technologii „bariery paralaksy”, tj. autosteroskopii. Technika polegała na połączeniu dwóch innych obrazów i dostarczeniu ich osobno do każdego z odpowiadających im oczu. Miało to na celu „oszukać” mózg użytkownika, który sądził, że widzi przed sobą trójwymiarowy obraz. Wszystko odbywało się bez użycia okularów 3D.

## Problemy techniczne
Typowe problemy laptopa Sharp Actius RD3D:
- Jeśli użytkownik nieznacznie zmienił pozycję nie odbierał prawidłowo obrazu 3D.
- Gdy tryb 3D był uruchomiony, wydajność urządzenia drastycznie spadała.
- Laptop był strasznie duży, nieporęczny, ważył ok. 5,5 kg i bardzo drogi (sprzedawano go za $2,999)

- Niska żywotność baterii, laptop mógł działać tylko przez 2 godz.

Produkt został wymieniony w „25 Worst Tech Products of All Time”- liście opublikowanej przez magazyn PC World w 2006 roku.